# انتخاب کنش
انتخاب کنش (عمل) یا به‌عبارتی پاسخ به این پرسش که: «پس از این مرحله چه باید کرد؟»، از بنیادی‌ترین مسائل سیستم‌های هوشمند است.
در هوش مصنوعی و علوم شناختی محاسباتی، «مسئله انتخاب کنش» معمولاً مرتبط به عامل‌های هوشمند و سیستم‌های رباتیک است که عملکرد پیچیده‌ای را در محیط عامل از خود نشان می‌دهند. این عبارت گاهی در حوزه مطالعات علمی رفتارشناسی جانوران نیز به‌کار می‌رود.
یک مسئله برای فهم انتخاب کنش، تعیین سطح انتزاع و تفکیک جزئیاتی است که برای شناسایی اقدامِ لازم به‌کار می‌روند. در ابتدایی‌ترین مرتبه انتزاع، یک اقدام مجزا، می‌تواند هر چیزی باشد از یک انقباض عضلانی گرفته تا برانگیختن یک واکنش.
معمولاً در هر فرایند انتخاب کنش، مجموعه‌ای از اقدامات ممکن از پیش تعریف شده و ثابت هستند.
بیشتر محققانی که در این زمینه کار می‌کنند انتظارات زیادی از عامل‌های خودشان دارند:
- عامل‌ها معمولاً باید عمل خود را در یک محیط پویا و غیرقابل پیش‌بینی انتخاب کنند.
- عامل‌ها معمولاً در زمان واقعی عمل می‌کنند، بنابراین آن‌ها باید به‌موقع تصمیم بگیرند.
- عامل‌ها معمولاً برای انجام چندین کار مختلف ساخته می‌شوند. ممکن است این وظایف برای تخصیص منابع با هم تداخل داشته باشند. (مثلاً آیا عامل هوشمند می‌تواند هم‌زمان آتش را خاموش کند و یک فنجان قهوه هم بیاورد؟)
- در محیطی که عامل فعال است، ممکن است انسان‌هایی وجود داشته باشند که کار را برای عامل سخت‌تر کنند (به‌عمد یا با تلاش برای کمک کردن).
- خود عامل‌ها اغلب برای مدل‌سازی از حیوان یا انسان درنظر گرفته می‌شوند و این درحالی است که رفتار انسان یا حیوان بسیار پیچیده‌است.

به این دلایل انتخاب کنش (اینکه عامل در هر مرحله بر چه اساسی عمل بعدی خود را انتخاب کند) موضوعی مهم و حوزه خوبی برای تحقیقات است.